# バーン・ウィチャエーン

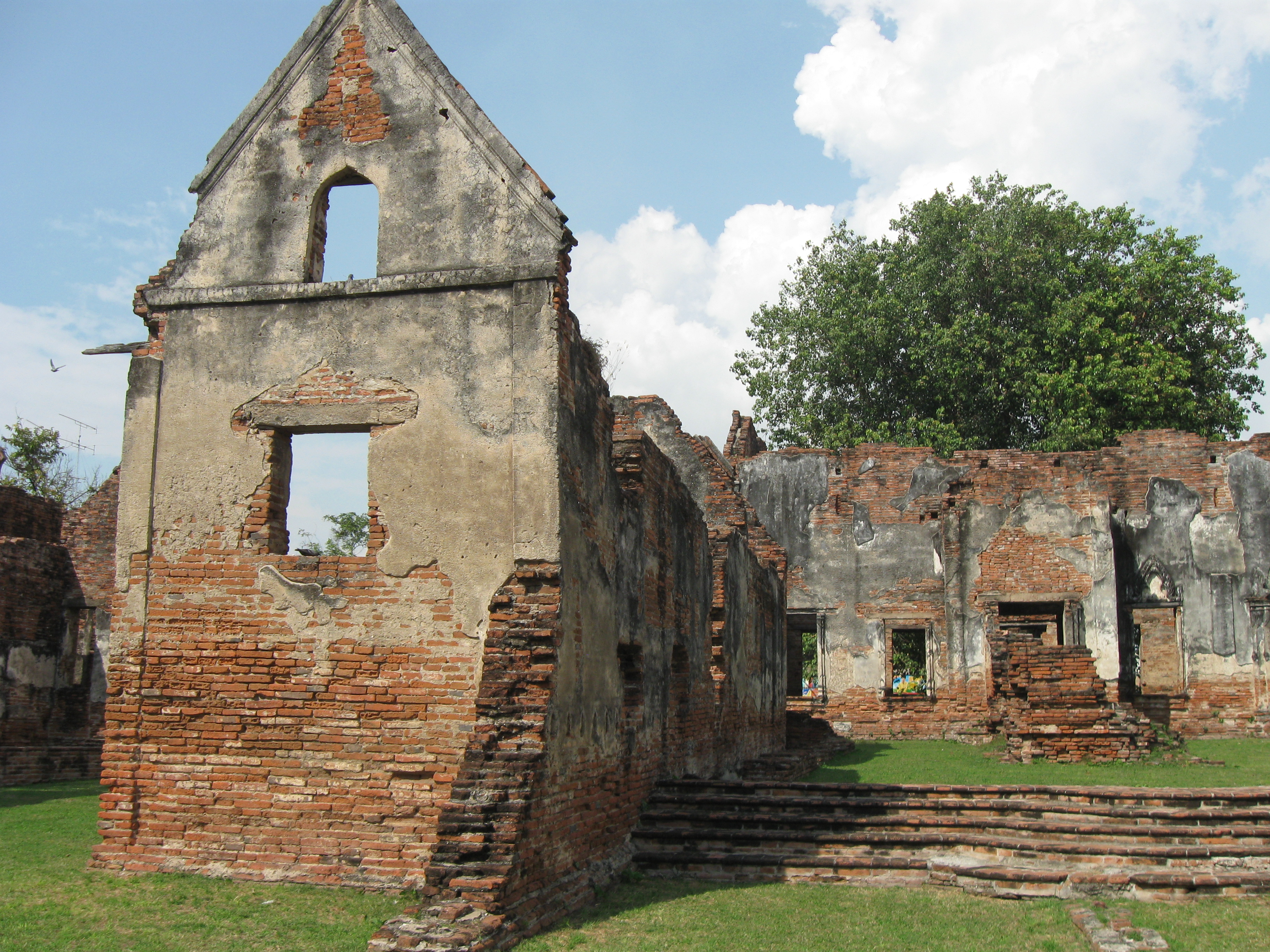
敷地内の1階建の遺構

バーン・ウィチャエーン（Ban Wichayen 〈Bahn Vichayen〉、タイ語: บ้าน วิชาเยนทร์）は、タイの中部、ロッブリーにある遺跡。ウィチャエーンの家（英: Wichayen House）とも称される。
ギリシャ生まれで1675年にタイに渡来した後、王ナーラーイ（在位1656-1688年）のもとで大臣を務めたコンスタンティン・フォールコン（チャオプラヤー・ウィチャエーン〈Chao Phraya Wichayen、タイ語: เจ้าพระยาวิชเยนทร〉）の邸宅の跡でありチャオプラヤー・ウィチャエーンの家と呼ばれるが、もともとはフランス大使のために建てられた建造物であった。

## 位置
バーン・ウィチャエーンは、ロッブリー市内の中心部にあるナーラーイ王の宮殿プラ・ナーラーイ・ラチャニウェートの北約300m、寺院遺跡プラーン・サームヨートの西約400mに位置する。

## 歴史
当初、建物は王ナーラーイにより、1658年にロッブリーの王のもとを訪れたフランス大使アレクサンドル・ド・ショーモン（シュバリエ・ド・ショーモン）の住居として建造された。
その目的によりこの複合建造施設は当初、使節を迎える王室の迎賓館として“Ban Luang Rab Rat Thut”（タイ語: บ้านหลวงรับราชทูต）と呼ばれた。その後、王に仕えたコンスタンティン・フォールコンの官職名であるチャオプラヤー・ウィチャエーンにちなんで付けられたバーン・ウィチャエーンの名称で知られるようになった。

## 構成
構造物の中心部には、ヨーロッパとタイ様式を融合して建てられ、鐘楼を備えたカトリックのチャペル（礼拝堂）がある。その西側には大使の邸宅があった。東側には中庭が広がり、そこには別にフランス外交官の居留する建物群が構築された。敷地の後方には厨房および小型の宿所などを備えていた。
構造物はヨーロッパの様式で設計されており、フォールコン（ウィチャエーン）の住居は2階建である。窓や扉の上部には精細に彫刻された化粧しっくい（スタッコ）の装飾が施され、その一部が保存されている。入口に向かって半円形の階段がある。